# Липчага (приток Чалны)
Липчага — река в России, протекает по Пряжинскому району Карелии.
Исток — озеро Липчагское. Устье реки находится в 30 км по правому берегу реки Чална. Длина реки составляет 12 км, площадь водосборного бассейна — 65,6 км².
Левый приток — Барбручей.

## Данные водного реестра
По данным государственного водного реестра России относится к Балтийскому бассейновому округу, водохозяйственный участок реки — Шуя, речной подбассейн реки — Свирь (включая реки бассейна Онежского озера). Относится к речному бассейну реки Нева (включая бассейны рек Онежского и Ладожского озера).
Код объекта в государственном водном реестре — 01040100112102000014677.